# 韦尔塔埃尔南多
韦尔塔埃尔南多，是西班牙卡斯蒂利亚-拉曼恰瓜达拉哈拉省的一个市镇。总面积51平方公里，总人口73人（2001年），人口密度1人/平方公里。